# Monte Cofano e Litorale
Monte Cofano e Litorale este o arie protejată (arie specială de conservare — SAC, sit de importanță comunitară — SCI) din Italia întinsă pe o suprafață de 561 ha, din care 1 % marine.

## Localizare
Centrul sitului Monte Cofano e Litorale este situat la coordonatele 38°05′48″N 12°40′46″E / 38.09657°N 12.679435°E.

## Înființare
Situl Monte Cofano e Litorale a fost declarat sit de importanță comunitară în septembrie 1995 pentru a proteja 2 specii de plante și 20 de specii de animale. Situl a fost protejat și ca arie specială de conservare în decembrie 2015.

## Biodiversitate
Situată în ecoregiunea mediteraneană, aria protejată conține 12 habitate naturale: Pante stâncoase calcaroase cu vegetație casmofită, Formațiuni scunde de Euphorbia în apropierea falezelor, Grohotișuri termofile și vest-mediteraneene, Iazuri temporare mediteraneene, Vegetație anuală la limita mareei, Recifuri, Tufărișuri termo-mediteraneene și de pre-deșert, Peșteri inaccesibile publicului, Păduri de Quercus ilex și Quercus rotundifolia, Salicornia și alte specii anuale care populează regiunile mlăștinoase și nisipoase, Pseudostepă cu ierburi și specii anuale de Thero-Brachypodietea, Faleze cu vegetație de Limonium spp. endemic de pe coastele mediteraneene.
La baza desemnării sitului se află mai multe specii protejate:
- plante (2): Dianthus rupicola, Ophrys lunulata
- păsări (17): Alectoris graeca whitakeri, Aquila fasciata, ciocârlie-cu-degete-scurte (Calandrella brachydactyla), barză albă (Ciconia ciconia), barză neagră (Ciconia nigra), erete de stuf (Circus aeruginosus), șoim călător (Falco peregrinus), șoimul rândunelelor (Falco subbuteo), muscar negru (Ficedula hypoleuca), sfrâncioc cu cap roșu (Lanius senator), ciocârlie de pădure (Lullula arborea), gaia neagră (Milvus migrans), mierlă de piatră (Monticola saxatilis), vultur egiptean (Neophron percnopterus), vultur pescar (Pandion haliaetus), viespar (Pernis apivorus), Sylvia conspicillata
- mamifere (2): liliacul mare cu potcoavă (Rhinolophus ferrumequinum), liliacul mic cu potcoavă (Rhinolophus hipposideros)
- reptile (1): țestoasă bănățeană (Testudo hermanni)

Pe lângă speciile protejate, pe teritoriul sitului au mai fost identificate 91 de specii de plante, 2 specii de amfibieni, 1 specie de mamifere, 3 specii de reptile.